# Armazém da Laranja (Urzelina)
O Armazém da Laranja (Urzelina) é um edifício histórico português localizado na freguesia da Urzelina, concelho de Velas, ilha de São Jorge, Região Autónoma dos Açores, em Portugal.
Este antigo armazém é um edifício histórico na medida em que representa uma época do passado histórico da ilha de São Jorge em que o cultivo da laranja foi uma das maiores produções agrícolas desta ilha e dos Açores em geral.
O cultivo e a exportação da laranja foi de extrema importância para a economia da ilha de São Jorge desde o século XVII até cerca de 1870. Para facilitar este comércio o armazém foi construído próximo do Porto da Urzelina de onde as laranjas eram armazenadas e depois exportadas para a Europa continental, e em especial para a Inglaterra. Esta produção da laranja foi tão importante que chegou a representar em alguns casos os únicos produtos de valor importante exportados e ficou conhecido como o Ciclo da laranja. 
Este armazém é actualmente a sede do Centro de Exposição do Concelho de Velas.